# Robert-Martin Montag

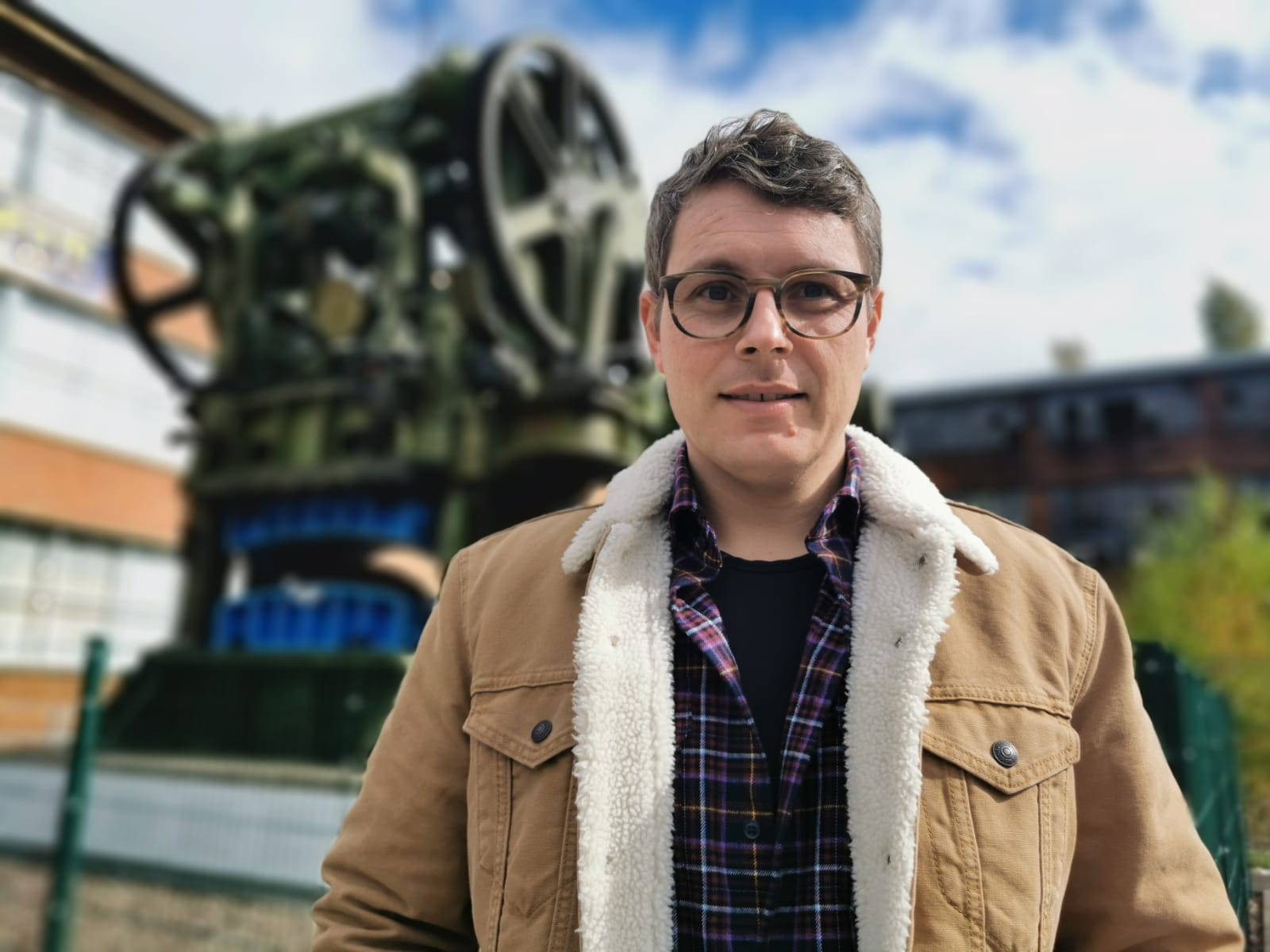
Robert-Martin Montag (2019)

Robert-Martin Montag (* 3. Februar 1980 in Erfurt) ist ein deutscher Politiker (FDP). Er war von 2019 bis 2024 Mitglied des Thüringer Landtags und ist seit Juni 2019 Generalsekretär der FDP Thüringen.

## Leben und Beruf
Aufgewachsen in Ruhla, war Montag nach seinem Studium der Politikwissenschaft, Soziologie, Wirtschafts- und Sozialgeschichte in Jena und Istanbul Referent im Thüringer Landtag für die FDP-Fraktion. 2014 wechselte er in die Gesundheitswirtschaft.

## Politik
Montag trat 2002 in die FDP ein. Er ist Kreisvorsitzender der FDP im Wartburgkreis. Am 15. Juni 2019 wurde er auf dem Landesparteitag der FDP Thüringen zum Generalsekretär des Landesverbandes gewählt. Montag kandidierte für die FDP bei der Europawahl 2019 als gemeinsamer Kandidat der östlichen Landesverbände auf Platz sieben, blieb jedoch erfolglos.
Bei der Landtagswahl in Thüringen 2019 wurde Montag in den Thüringer Landtag gewählt. Hier war er Parlamentarischer Geschäftsführer der FDP-Fraktion. Nach der Wahl 2019 ging bei der Staatsanwaltschaft Erfurt eine Anzeige gegen Montag ein, weil er vor der Wahl FDP-nahe Wahlhelfer in einer E-Mail aufgefordert haben soll, Wahlzettel „im Zweifelsfall als Stimme für die FDP zu werten“. Die Ermittlungen wurden knapp einen Monat später eingestellt, der FDP-Landesvorsitzende Thomas Kemmerich bezeichnete dies als „Freispruch erster Klasse“.
Bei der Landtagswahl in Thüringen 2024 verpassten die FDP und somit auch Montag den Wiedereinzug in den Thüringer Landtag. Er hatte dazu auf Platz 3 der Landesliste sowie als Direktkandidat im Wahlkreis Wartburgkreis II kandidiert.